# 中谷英明
中谷 英明（なかたに ひであき、1947年6月- ）は、日本の宗教学者。専門はインド仏教学、総合人間学、中期インド語学。
東京外国語大学名誉教授。

## 略歴

### 学歴
- 1970年　京都大学文学部卒業
- 1972年　京都大学大学院文学研究科修士課程（宗教学仏教専攻）修了
- 1974年　フランス政府給費留学生、パリ第3大学博士課程入学
- 1978年　パリ第3大学第三段階博士号（インド学）取得

### 職歴
- 1980年-1983年　神戸学院大学教養部専任講師
- 1983年-1990年　神戸学院大学教養部助教授
- 1984年　フランス国立科学研究センター（CNRS）外国人研究員
- 1984年-1986年　ストラスブール大学併任教授・南アジア学科長
- 1985年-1986年　ストラスブール大学南アジア学科長・日本学科長兼任
- 1990年-1991年　神戸学院大学人文学部助教授
- 1991年-2004年　神戸学院大学人文学部教授
- 1997年-2000年　文部省統計数理研究所客員教授（併任）
- 2004年-2006年　Maison des Sciences de l’Homme (Paris) 招聘教授（各年1ヶ月間）
- 2004年-2012年　東京外国語大学アジア・アフリカ言語文化研究所教授、コーパス研究ユニット長

### 委員等
- 1998年-　日仏東洋学会代表幹事
- 2000年-2005年　日本学術会議東洋学研究連絡委員
- 2005年-　東洋学アジア研究連絡協議会委員、2010年-　同幹事
- 2007年-　東方学会評議員
- 2011年-　東洋文庫共同研究員

## 人物
ブッダ自身の言葉に最も忠実なテキストの特定とその意味の人間学的解明を目指す研究を遂行している。京都大学文学部では長尾雅人、大地原豊、梶山雄一、服部正明、パリ第3大学ではコレット・カヤ（en:Colette Caillat）の指導を受ける。ナリニー・バルビル(en: Nalini Balbir)は当時の同僚。1984年から2年間、ジェラール・フュスマン（en: Gerard Fussman）の後任としてストラスブール大学南アジア学科長を務める。1995年科研費によりパーリ仏典をデータベース化し韻律分析を行った。1998年西洋、イスラム、ユダヤ、インド、中国、日本などの古典の研究者200人を集めた文部省特定領域研究「古典学の再構築」を組織し（2002年まで）、2005年ＡＡ研（東京外大）とMaison des Sciences de l’Homme (Paris)との共同研究「総合人間学」を組織した（2010年まで）。インド・アーリア古典語の標準ローマ字化方式京都・ハーバード方式（en:Harvard-Kyoto Convention）はミヒャエル・ヴィッツェル（en:Michael Witzel） (Harvard Univ.)が発案し、中谷と共同で策定したものである。

## 主な著作

### 単・共著
- Dharmasamuccaya reconsidéré 臨川書店・1981年（大地原豊との共著）
- Udānavarga de Subaśi. Édition critique du manuscrit sanskrit sur bois provenant de Subaśi. Bibliothèque Nationale de Paris, Fonds Pelliot. Tome I: Texte ; Tome II: Planches. Publication de l'Institut de Civilisation Indienne, Fascicule 53 & 54. Collège de France, Paris, 1987.
- 『スバシ写本の研究 －亀茲国致隷藍の「ウダーナ・ヴァルガ」』人文書院・1988年
- 『パーリ大蔵経のデータベース化による文献学的研究 － 自動読み取りシステムを用いて －』（共同執筆者：江島恵教）東京・1995年
- ‘Introduction: In search of a generalized science of humanity’, Social Science Information, Maison des sciences de l’homme, Paris, March 2011, pp. 5-24.
- ‘Buddha’s scheme for forming noble-minded generalists in society’, Social Science Information, Maison des sciences de l’homme, Paris, March 2011, pp. 81-103.

### 編著
- 文部省科学研究費特定領域研究「古典学の再構築」研究成果報告集『古典学の再構築・論集』全8巻、神戸・2003年
- 『総合人間学叢書』全5巻、東京外国語大学アジア・アフリカ言語文化研究所・2006年～2010年
- Social Science Information (Maison des Sciences de l’Homme, Pais) No.50 (1), In search of a generalized science of humanity, <http://ssi.sagepub.com/content/50/1.toc> Paris, March, 2011.

### 論文
- CiNii>中谷英明
- INBUDS>中谷英明